# Hugo Guillermo Chávez
Hugo Guillermo Chávez (* 16. Oktober 1976 in Veracruz, Veracruz) ist ein ehemaliger mexikanischer Fußballspieler auf der Position des Verteidigers. 

## Leben
Chávez begann seine Karriere als Profifußballspieler 1993 bei seinem Heimatverein Tiburones Rojos Veracruz, bei dem er bis 1997 unter Vertrag stand und mit Beginn der Saison 1995/96 häufiger zu Einsätzen kam, nachdem er 1994/95 beim Filialteam Delfines Jalapa praktische Erfahrungen sammeln durfte.
1997 wechselte er zum CA Monarcas Morelia, mit dem er im Torneo Invierno 2000 den einzigen Meistertitel in dessen Vereinsgeschichte gewann. 
Während seiner insgesamt fünf Jahre bei den Monarcas gelang ihm auch der Sprung in die 
mexikanische Nationalmannschaft, für die er zwei Einsätze über jeweils eine Halbzeit gegen Chile (1:0 am 11. April 2001) und England (0:4 am 26. Mai 2001) absolvierte. 

## Erfolge
- Mexikanischer Meister: Invierno 2000